# Reifenrodeln

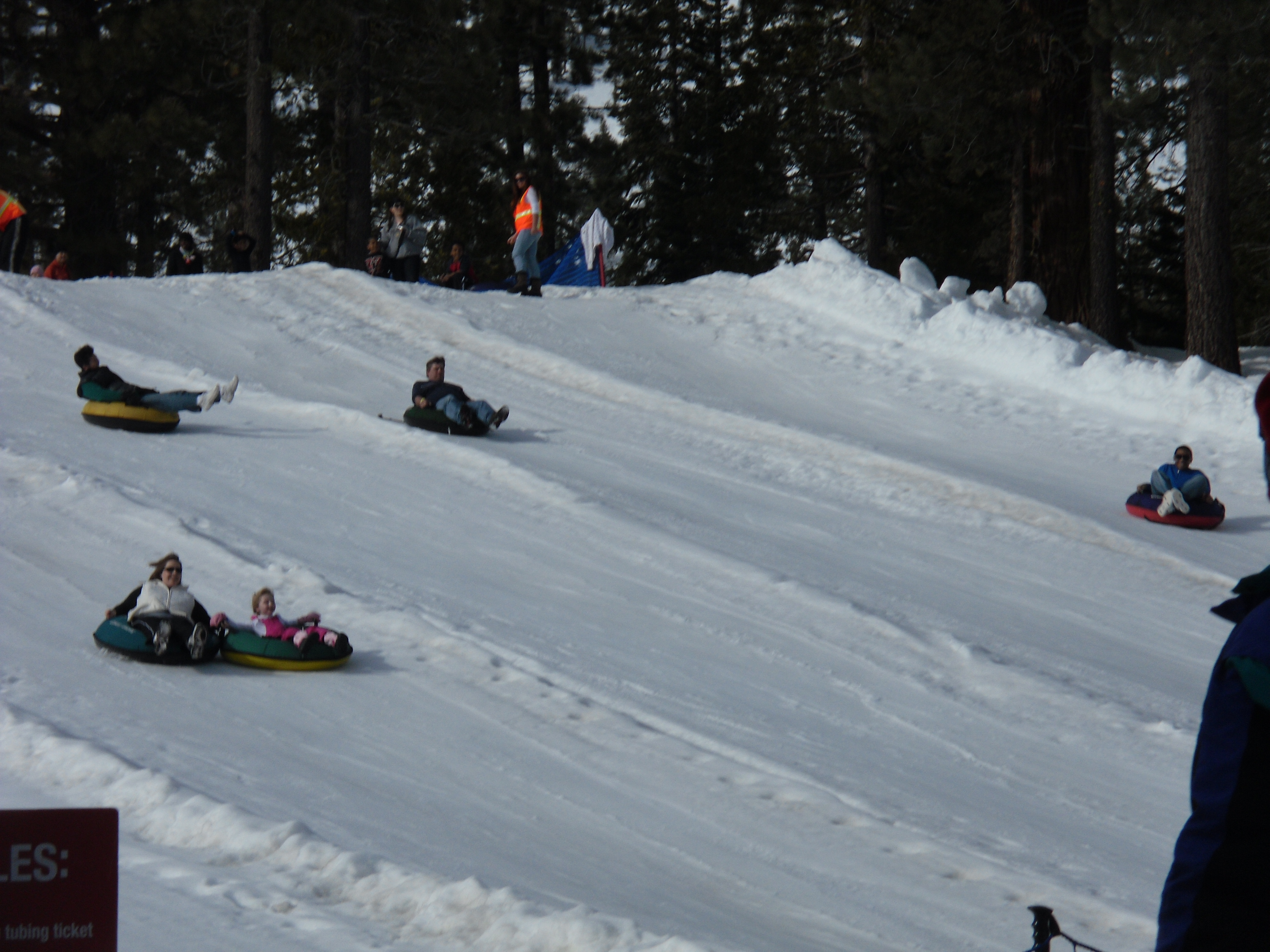

Das Reifenrodeln (englisch snowtubing) ist eine aus Amerika stammende Trend-Wintersportart. Beim Reifenrodeln fahren ein oder mehrere Personen auf einem mit Luft gefüllten Schlauch (ähnlich dem Schlauch eines großen Autoreifens) sitzend oder liegend durch eine speziell angelegte Fahrbahn mit Steilkurven. Der Schlauch kann sich während der Fahrt drehen und die Steilkurven hinauf- bzw. aus der Bahn herausrutschen. Aufgrund der, trotz Sicherungsmaßnahmen, vorhandenen Risiken ist auf den meisten Bahnen das Tragen von Helmen obligatorisch.
Reifenrodeln wird in vielen Wintersportgebieten als zusätzliche Attraktion zum Vergnügungsprogramm angeboten, zum Beispiel im Rahmen eines Hüttenabends oder einem Tagesausflug. Auch in Skihallen wird Reifenrodeln angeboten.